# Губерт Гесснер
Губерт Йоганн Ґесснер (нім. Hubert Johann Gessner; 20 жовтня 1871, Валашске-Клобоукі, Моравія (нині Злінський край, Чехія) — 24 квітня 1943, Відень) — відомий австрійський архітектор.

## Біографія
У 1885—1889 навчався в німецькій промисловій школі в Брно. Потім продовжив навчання під керівництвом Отто Вагнера у Віденській академії образотворчих мистецтв (1894—1898). Після закінчення навчання в академії, у 1898—1899 роках, працював у майстерні вчителя.
Після 1918 року Губерт Гесснер став одним із провідних архітекторів Відня. За його проектами зведено десятки громадських, промислових і житлових будівель у різних містах Австрії, Чехії, сучасної України.
Спроектовані ним будівлі й донині прикрашають міста Австрії (Відень, Ґрац, Лінц, Швехат, Леобен, Медлінг, Нойнкірхен, Глогніц та ін.), Чехії (Брно, Кромержиж, Валашске-Клобоукі, Новий Їчин, Опава) і Чернівці в Україні.
Г. Гесснер — автор проекту Дирекції ощадних кас в Чернівцях (1900), де тепер розміщений Чернівецький обласний художній музей. Ошатна споруда стала яскравим втіленням ідей віденської сецесії. Розробка цього проекту принесла архітектору справжнє визнання у професійних колах.
Архів Г. Гесснера, який зберігала дочка архітектора Маргарет Слупетцкі (Margaret Slupetzky), на даний час зберігається у графічній колекції музею Альбертіна у Відні.

## Проекти Г. Гесснера

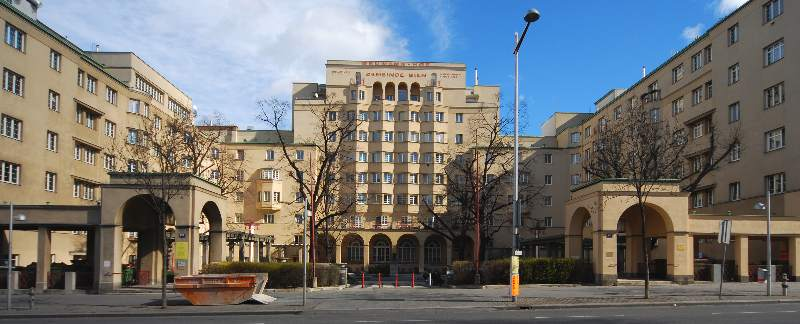
Громадська будівля у Відні
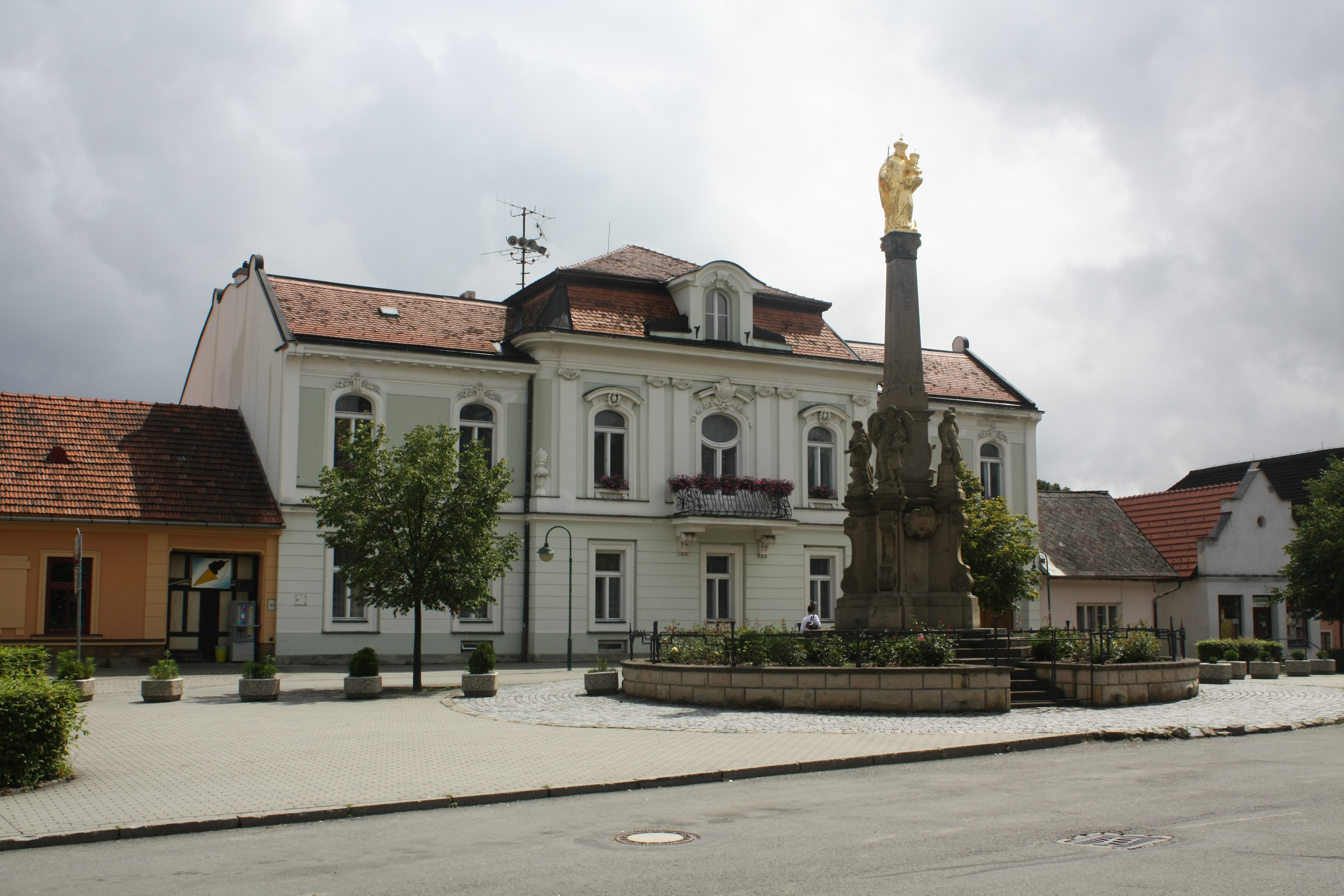
Міський магістрат у м. Валашске-Клобоукі.
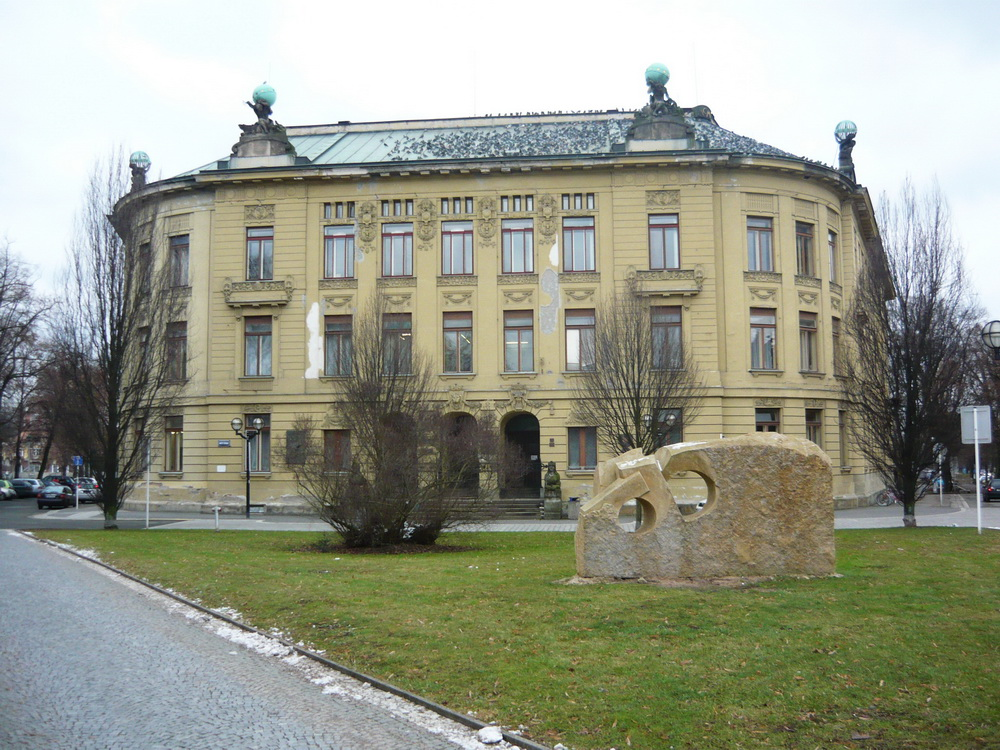
Колишня Ощадна каса (нині деканат педагогічного факультету Університету Градец-Кралове).
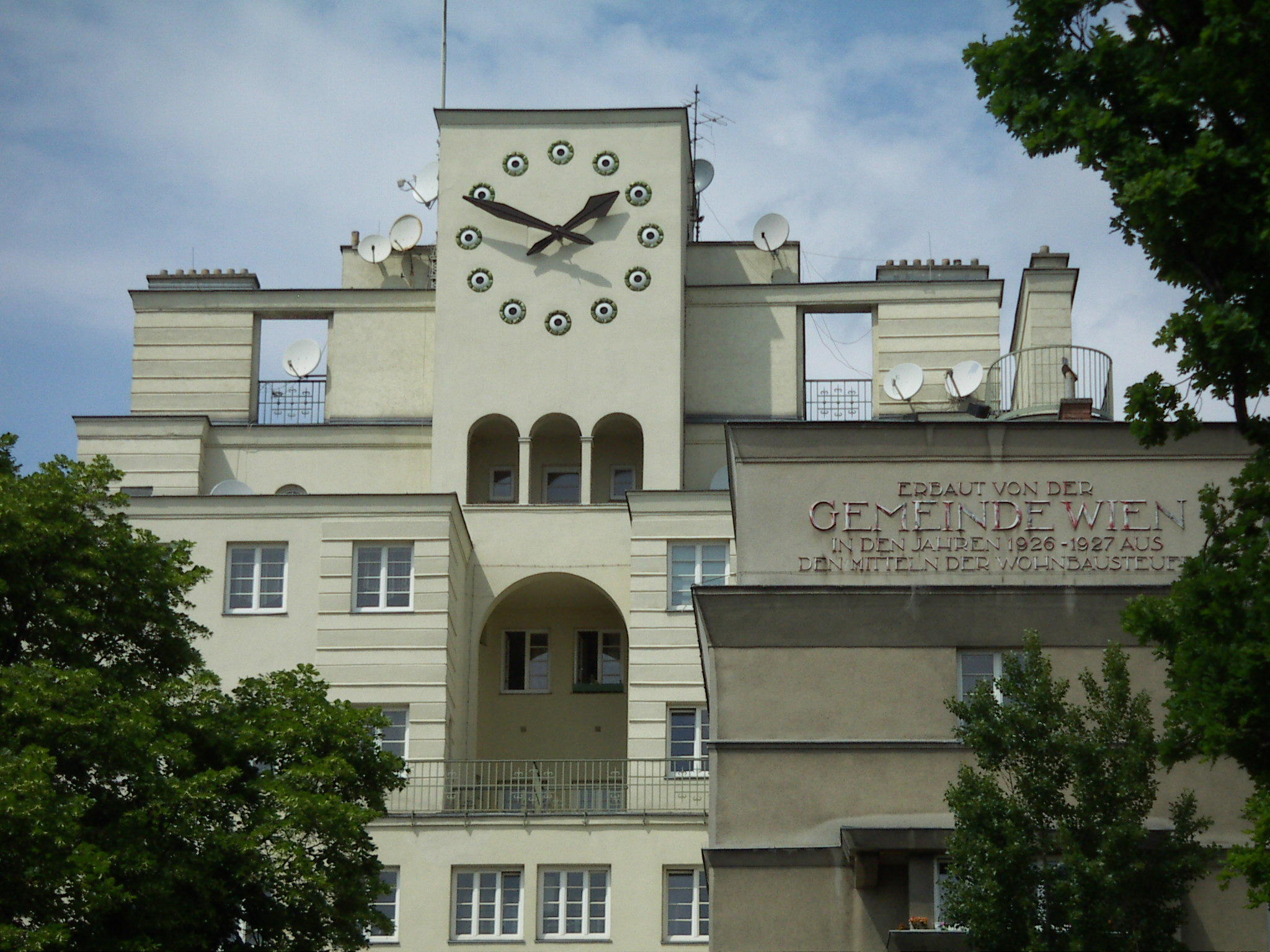
Карл-Зейц-Хоф